# De-Dion-Bouton-Einzylindermotor

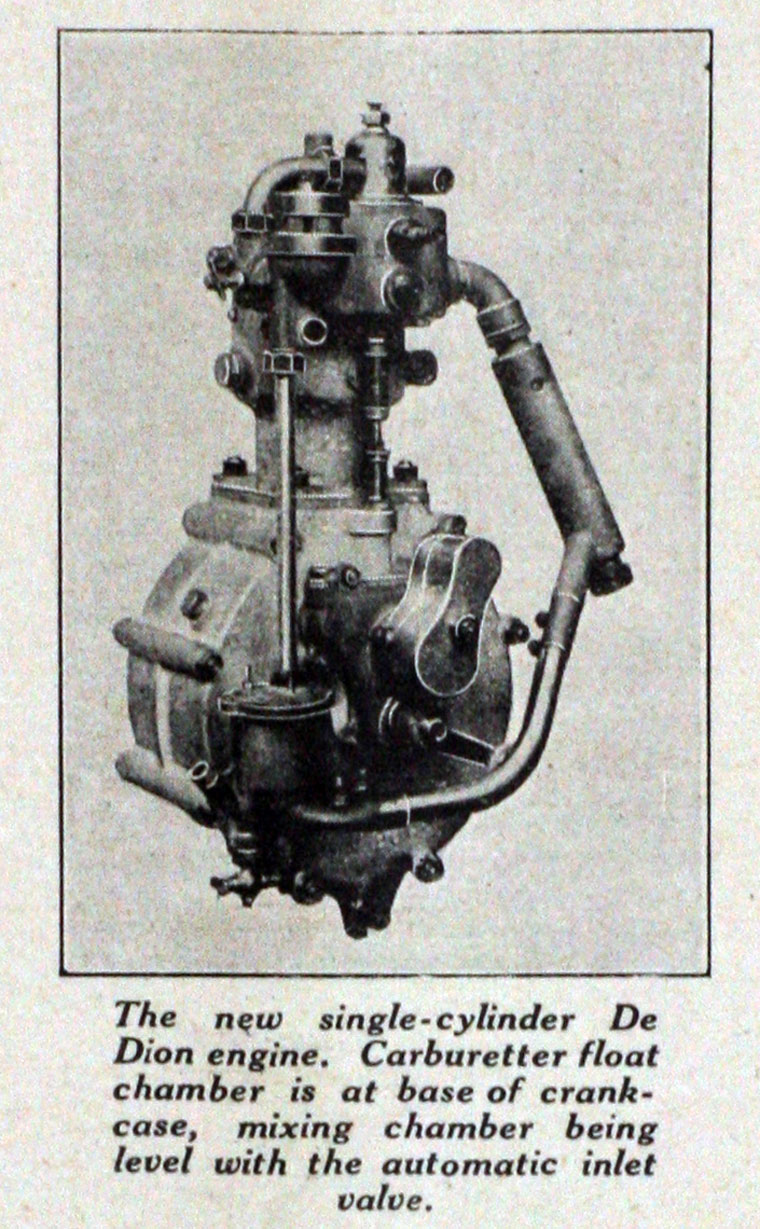
De-Dion-Bouton-Einzylindermotor (1908)

Der De-Dion-Bouton-Einzylindermotor ist ein französischer Viertakt-Verbrennungsmotor der Pionierzeit und der erste „schnelllaufende“ Motor. Als meistgebauter Antrieb seiner Zeit schrieb der De-Dion-Bouton-Einzylindermotor Automobil- und Motorradgeschichte. Er wurde von 1895 bis 1913 in insgesamt 28 Varianten hergestellt und bewegte Motorräder, Tricycles, Quadricycles, Voiturettes, Kleinwagen, Fahrräder, leichte Nutzfahrzeuge, Motorboote und sogar Luftfahrzeuge. Es gab auch stationäre Anwendungen als Stromgenerator und im Industrie- und Landwirtschaftsbereich. Schließlich verwendeten über 140 Fahrzeughersteller in aller Welt diesen Motor oder bauten ihn unter Lizenz nach. Der Motor trieb auch alle benzingetriebenen De-Dion-Bouton-Fahrzeuge bis 1902 an; noch 1912 war ein Automobil der Marke mit diesem Motor erhältlich. Der De-Dion-Bouton-Einzylindermotor war einer der Gründe für die frühen Erfolge des Automobils in Europa und in den USA und er machte De Dion-Bouton um die Jahrhundertwende zum größten Motorenhersteller der Welt. Von den frühen 1890er Jahren bis 1906 war De Dion-Bouton auch der größte Automobilbauer der Welt.

## De Dion-Bouton

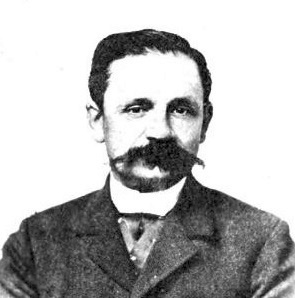
Georges Bouton (um 1907)

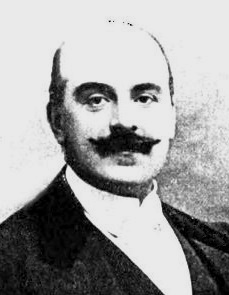
Jules-Albert de Malfiance, Marquis de Dion de Wandonne (um 1907)

Aus dem Atelier für physikalische Apparate der verschwägerten Georges Bouton (1854–1938) und Charles-Armand Trépardoux (1853–1920) wurde 1883 mit dem Kapital des Grafen (ab 1901: Marquis) Albert de Dion (1846–1946) zunächst Trépardoux et Cie, ingénieurs-constructeurs gegründet. Das Unternehmen ließ einen Dampfkessel für Dampfmaschinen patentieren und stellte ab 1884 auch Dampfautomobile her. Nach einem Umzug von Paris-Porte Maillot nach Puteaux 1886 und der Umwandlung in Établissements De Dion, Bouton & Trépardoux befasste sich das Unternehmen ab 1889 mit Verbrennungsmotoren, die de Dion auf der Weltausstellung am Daimler-Stand gesehen hatte.
Dem Projekt erwuchs starker Widerstand durch den Eisenbahningenieur Trépardoux, der am Dampf festhalten wollte. Graf de Dion beschäftigte zwischen 1890 und 1893 den Ingenieur Delalande mit Entwürfen und Vorarbeiten für einen Verbrennungsmotor. Delalande arbeitete in einer von De Dion finanzierten Werkstatt außerhalb des Unternehmens. Der Motor wurde bereits 1890 patentiert; Georges Bouton scheint schon früh über die Arbeiten am Motor im Bilde gewesen zu sein.
Als de Dion 1893 entschied, die Entwicklung des Motors ganz auf Bouton zu übertragen und im Werk voranzutreiben, führte das zum Bruch mit Trépardoux, der das Unternehmen nach einem heftigen Streit verließ. Unmittelbar darauf änderte das Unternehmen seinen Namen in De Dion-Bouton & Cie.
Bouton arbeitete insgesamt sechs Jahre lang an der Entwicklung des Motors bis zur Serienreife. Der Prototyp war ein einfacher, leichter Viertaktmotor mit Luftkühlung. Wie die Daimler-Konstruktion hatte er zwei Schwungradscheiben mit dazwischenliegenden Hubzapfen. Ebenso diente das Gehäuse gleichzeitig als Ölbad. Bouton führte es allerdings in Aluminium aus, was es zur ersten Anwendung von Leichtmetall zur Gewichtsersparnis in einem Verbrennungsmotor machte. Der Motor hatte einen von Georges Bouton entwickelten Oberflächenvergaser und eine Glührohrzündung, ähnlich jener von Daimler. De Dion-Bouton verwendete später eine elektrische Hochspannungszündung.
Ursprünglich war der Motor auf etwa 900 Umdrehungen pro Minute ausgelegt. Es zeigte sich aber, dass der Einzylinder bei dieser Tourenzahl nicht rund lief und sich anfällig für Störungen zeigte. Bouton vermutete ein Schmierungsproblem als Ursache. Versuche zeigten allerdings, dass der Motor bei höheren Drehzahlen (ab etwa 1200 Umdrehungen) ruhig und pannenfrei lief. Daraufhin eliminierte er nicht den „Fehler“ in seiner Konstruktion, sondern passte den Motor an diese Eigenschaft an. der Motor war wechselgesteuert, zunächst mit einem hängenden automatischen Schnüffelventil für den Einlass und einem stehenden, von der Nockenwelle gesteuerten Auslassventil darunter. Das Einlassventil wurde ab etwa 1903 ebenfalls gesteuert, was noch höhere Drehzahlen und mehr Leistung ermöglichte.
Die geänderte Ventilsteuerung löste aber nicht alle Probleme. Es zeigte sich, dass die Zündanlage den hohen Drehzahlen nicht gewachsen war, was sich als eines der größten Probleme früher „schnell laufender“ Motoren erwies. Boutons Zündung bestand aus einer Trockenbatterie, einer Zündspule und einem Unterbrecher. Sie war verstellbar. Als Vertex-Zündung wurde sie einige Jahre lang bei De Dion-Bouton verwendet. Erst mit der 1902 von Gottlob Honold für Bosch entwickelten Hochspannungs-Magnetzündung („Drehhülsen-Magneto“) gab es ein wirklich zuverlässiges Zündsystem.

## Anwendungen
Der Motor wurde zu einem Erfolgsmodell und zum meistgebauten Antrieb seiner Zeit. Insgesamt verwendeten über 140 Automobilhersteller in aller Welt diesen Motor oder eine lizenzierte Ableitung davon. Eine andere Quelle hat weltweit sogar „ungefähr 160“ Hersteller identifiziert, darunter 71 französische, 47 britische und je zehn deutsche und belgische, bei denen De-Dion-Bouton-Einzylindermotoren eingesetzt wurden. Der Motor war einer der Gründe für die frühen Erfolge des Automobils in Europa und den USA. Bereits 1895 verwendete De Dion-Bouton den Dampfantrieb nur noch für schwere Nutzfahrzeuge.
Bei De Dion-Bouton wurden die Modelle Tricycle, Quadricycle, Vis-à-vis und Populaire wie auch deren Nachfolger von diesen Motoren angetrieben. Um 1900 wurden laut einer Quelle 4000 Fahrzeuge und 80.000 Einzylindermotoren hergestellt. 1904 war De Dion-Bouton mit einer Jahresproduktion von 60.000 Motoren der größte Motorenhersteller der Welt. Weniger als 10.000 gelangten in eigene Fahrzeuge; der Rest ging an andere Hersteller oder Einzelabnehmer. Der letzte Einzylindermotor verließ das Werk 1912.
Es gab die Motoren außerdem als Boots- und Stationärmotoren sowie als Energiequelle für Stromgeneratoren, mit denen Gehöfte und abgelegene Einzelgebäude mit Strom versorgt wurden.

## Technik

De-Dion-Bouton-Einzylindermotor an einem Tricycle der Marke. Es handelt sich um die luftgekühlte Version des Motors, erkennbar am gerippten Motorblock (ca. 1898)

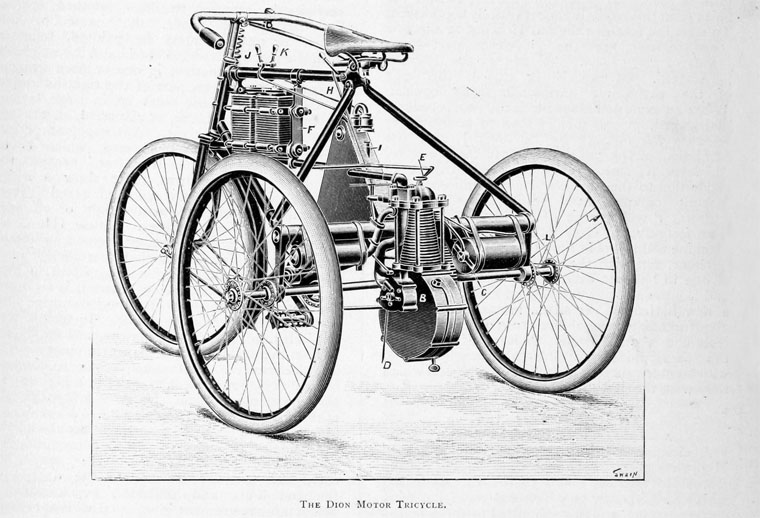
Der Einzylindermotor in einem De-Dion-Bouton-Tricycle von 1896

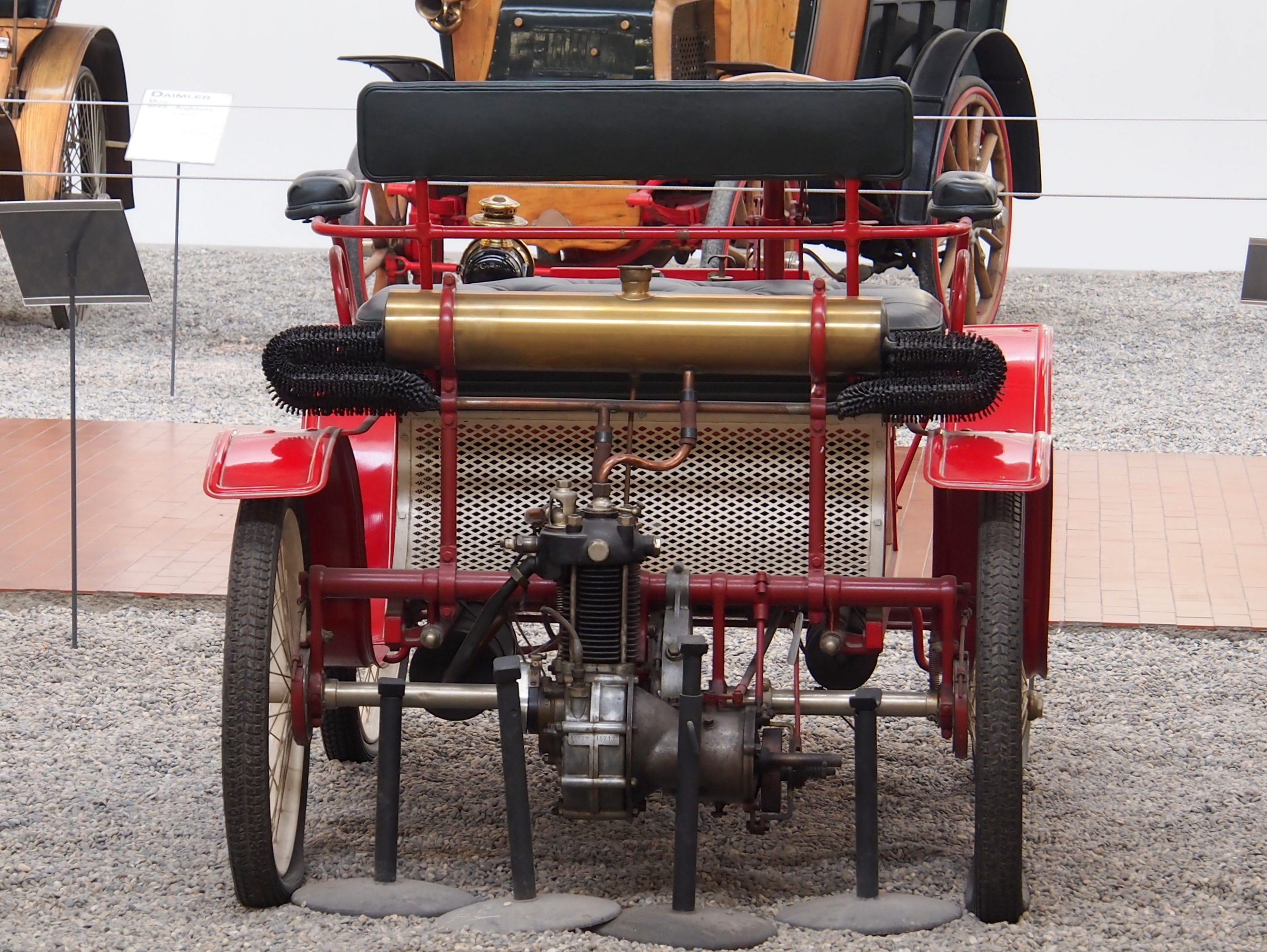
Einzylindermotor mit 269 cm³ an einem Clement-De Dion-Phaetonnet (1898)

Nach der Patentierung des Motors dauerte es noch fast zwei Jahre bis zur Vermarktung. 1895 folgte die Anwendung im De-Dion-Bouton-Motordreirad und ab 1898 in Automobilen.

### 1895–1896: 137 Kubikzentimeter
In dieser Version entwickelte der Motor ein halbes PS aus 137 cm³ (50 mm Bohrung × 70 mm Hub) und drehte bis 1500 Umdrehungen pro Minute – das Dreifache des Motors von Carl Benz. Er galt damit als „schnelllaufend“. Noch höhere Drehzahlen (bis 3000 Umdrehungen auf dem Prüfstand) wurden kurzzeitig erreicht, ehe Ventiltrieb und Zündanlage aufgaben. Eine Quelle sagt, dass am 18. Oktober 1895 ein Motordreirad mit diesem Motor auf einer Messe präsentiert wurde und im Dezember 1895 auf den Markt kam.
In ähnlicher Form erschien der Antrieb 1895 als Einbaumotor auf dem Markt. Das erste damit ausgestattete Fahrzeug war das Motordreirad, das 1895 erschien.

### 1896: 185 Kubikzentimeter
Die nächste Serienversion hatte einen Hubraum von 185 cm³ (58 × 70 mm), wiederum ein automatisches Einlass- und gesteuertes Auslassventil (ein Markenzeichen bis 1903) und leistete in dieser Form ¾ PS. Der Motor erlaubte Drehzahlen bis 2000 Umdrehungen pro Minute; das war das Drei- bis Vierfache vergleichbarer Motoren auf dem Markt. Diese hohen Drehzahlen wurden maßgeblich durch die patentierte Zündung ermöglicht.
Produktionszeitraum war von April 1896 bis September 1896.

### 1896–1897: 198 Kubikzentimeter
Dem Ruf nach mehr Leistung kam das Unternehmen nach wenigen Monaten mit einer auf 198 cm³ vergrößerten Version (60 × 70 mm) entgegen. Sie leistete 1 PS. Auch diesmal gab es Luftkühlung mit geripptem Motorblock, seitlich stehende Ventile (Einlass atmosphärisch, Auslass mechanisch) und eine Zündung mit Zündspule System de Dion-Bouton.
Markteinführung war im September 1896. Es zeigte sich, dass diese Version bereits leichte Automobile wie den Renault Type A von 1897 antreiben konnte.

### 1897–1898: 211 Kubikzentimeter
Die nächste Leistungssteigerung folgte schon im Januar 1897. Wieder waren es vor allem die Käufer von Tricycles, die stärkere Motoren verlangten. Der auf 211 cm³ vergrößerte Hubraum (62 × 70 mm) lieferte 1,25 bhp.

### 1898–1900: 239 Kubikzentimeter
Im Januar 1898 erschien eine neue Variante des Motors mit nochmals größerem Hubraum, die 1 ¾ bhp leistete. Der Hubraum ergab sich aus einer erneut vergrößerten Bohrung, nun auf 66 mm.
Der Motor hat einen abnehmbaren, wassergekühlten Zylinderkopf und einen luftgekühlten Motorblock. Neben dem genannten Renault Type A in einer verbesserten Ausführung gelangten solche Motoren auch in die Société Parisienne Victoria Combination.

### 1898: 301 Kubikzentimeter
Die einzige bekannte Anwendung für diese luftgekühlte Version des Motors neben dem Antrieb von Tricyles findet sich in der Quadriette von 1898, einem Fahrzeug, das wahrscheinlich als Unikat entstand und erhalten blieb. Es gehörte zur Sammlung Georges Filipinetti im Schloss Grandson und wurde im Katalog zu einer Sonderausstellung kurz beschrieben. Exakte Motordaten fehlen.

### 1899–1900: 269 Kubikzentimeter
De Dion-Bouton bohrte den Motor weiter auf, er bekam ein quadratisches Verhältnis von Bohrung und Hub (70 × 70 mm) und damit einen Hubraum von 269 cm³. Wieder war der abnehmbare Zylinderkopf wassergekühlt und der Motorblock luftgekühlt. Markteinführung war im Juni 1899.
In dieser Version leistete der Motor 2,25 bhp, was ausreichte, um mit dem Renault Type A eine frühe Voiturette anzutreiben. Vor allem aber wurden damit ebenso die hauseigenen Tricycles und Quadricycles ausgestattet. Von dieser Variante gab es eine steigende Zahl von Lizenzversionen. Technische Verbesserungen, insbesondere an der Zündanlage, wurden durchgeführt. Die verstellbare De-Dion-Bouton-Zündung galt als fortschrittlich und wurde erst ab 1902 von der Bosch-Magnetzündung technisch übertroffen. Sie besteht aus einer Trockenbatterie, einer für De Dion-Bouton patentierten Zündspule und einem Unterbrecher. Dieser Motor wurde auch im Clément-De Dion Phaëtonnet von 1898 eingesetzt. Sobald stärkere Versionen des Motors erhältlich wurden, wollten sie auch andere Fahrzeughersteller verwenden, so wiederum Renault.
Das damit ausgelieferte Tricycle war das erste Modell nach dem 1899 eingeführten Bezeichnungssystem der Marke und hieß demzufolge Type A.

### 1899–1900: 402 Kubikzentimeter
Ebenfalls im Juni 1899 erschien eine stärkere Variante mit 402 cm³ (80 × 80 mm), der Motor der ersten Serienversion der De-Dion-Bouton-Voiturette Type D. Dieser Motor wurde nicht nur vergrößert, sondern im Hinblick auf die neue Nutzung auch überarbeitet. Nun kam eine reine Wasserkühlung (Schlangenkühler und Zentrifugalpumpe) zur Anwendung; 3 ½ PS wurden erreicht. Für die Motordreiräder waren diese Motoren nicht gut geeignet.

### 1900–1902: 327 Kubikzentimeter

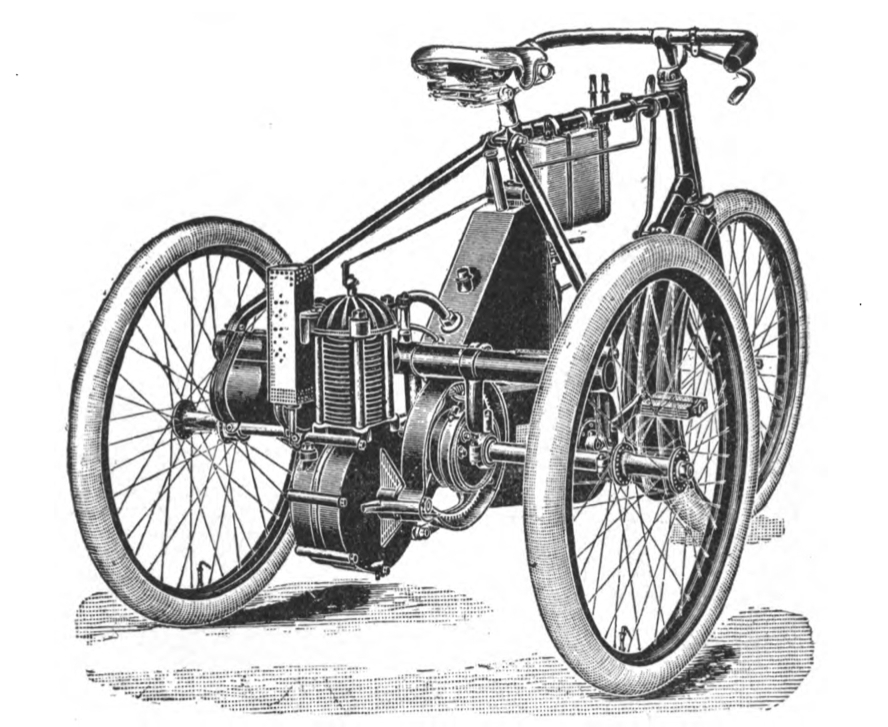
Der Einzylindermotor mit Wasserkühlung in einem De-Dion-Bouton-Tricycle von 1900

Aus 74 mm Bohrung und 76 mm Hub ergeben sich 327 cm³. Der Motor leistete nun 2 ¾ PS. Es ist die letzte Ausführung mit dem kombinierten Wasser-/Luftkühlungssystem und demzufolge geripptem Motorblock. Auf Wunsch war eine ausschließlich wassergekühlte Version mit gleicher Leistung erhältlich.
Laut dem Buch über Motordreiräder erschien im Februar 1900 eine luftgekühlte und im Mai 1900 eine wassergekühlte Version.
Neben Tricycles und Quadricycles trieb dieser Motor die Vorserie des De Dion-Bouton Vis-à-Vis an.

### 1900–1902: 499 Kubikzentimeter
Die nächste Hubraumstufe erschien im Type G. Seine Typzulassung erfolgte am 26. November 1900. 84 mm Bohrung und 90 mm Hub ergaben 499 cm³ Hubraum. Der Motor leistete 4,5 PS.

### 1901–1906: 700 Kubikzentimeter
Am 24. April 1902 erhielt der Type L seine Typzulassung. Er hatte 90 mm Bohrung, 110 mm Hub, 700 cm³ Hubraum und 6 PS Leistung. Dieser Motor wurde bereits etwas früher in einem Modell mit Frontmotor angeboten. Im Type Y kam er bis 1906 zum Einsatz.

### 1901–1902: 864 Kubikzentimeter
Diese Variante leistet 8 PS aus 864 cm³ Hubraum. Die Bohrung betrug 100 mm, der Hub 110 mm. Sie war im Type K1 eingebaut.

### 1901–1910: 942 Kubikzentimeter

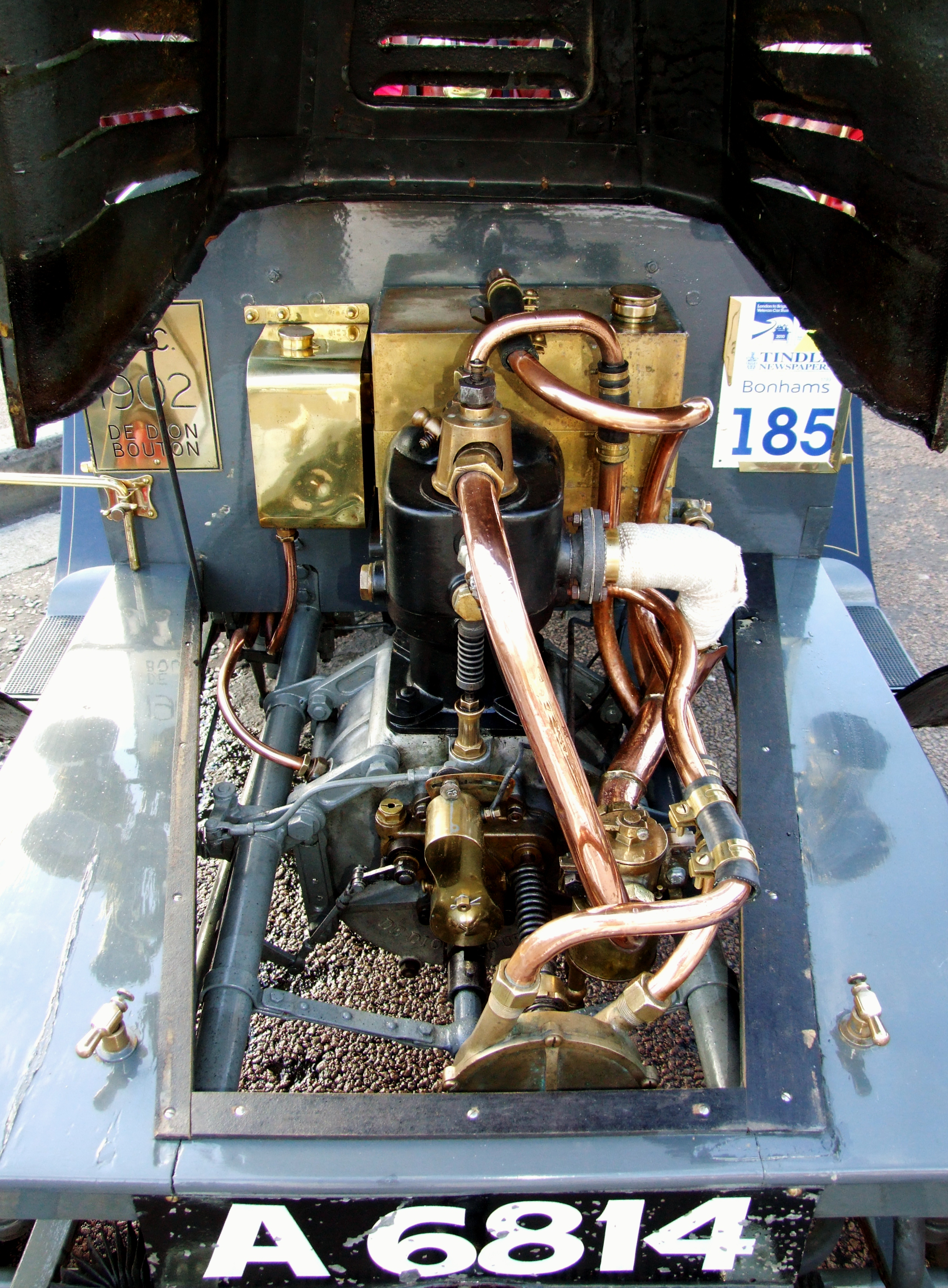
De Dion-Bouton 8 CV Motor in einer Populaire von 1902.

Hier ergeben 100 mm Bohrung und 120 mm Hub 942 cm³. Dieser Motor wird noch bis 1910 bestätigt.

### 1905: 1059 Kubikzentimeter
Die nächste Variante hatte 106 mm Bohrung, 120 mm Hub, 1059 cm³ Hubraum und 10 PS Leistung. Sie wurde nur 1905 und nur im Type Z eingesetzt.

### 1906: 1235 Kubikzentimeter
Nur 1906 gab es einen Motor mit 110 mm Bohrung, 130 mm Hub, 1235 cm³ Hubraum und 9 PS. Das Fahrzeug war der Type AM.

### 1909–1910: 1021 Kubikzentimeter
Die Modelle Type BO von 1909 und Type CE von 1910 hatten beide den gleichen Motor. Er war mit 100 mm Bohrung, 130 mm Hub, 1021 cm³ Hubraum und 9 PS angegeben.

### 1909–1910: 1257 Kubikzentimeter
Diese Version entstand für Rennwagen. Bekannt sind 100 mm Bohrung, 160 mm Hub und 1257 cm³ Hubraum. Das Fahrzeug war der Type BV von 1909 und 1910.

### 1911: 954 Kubikzentimeter
Dieser Motor hatte die Maße 90 × 150 mm, 954 cm³ Hubraum und war mit 8 PS eingestuft. Er wurde nur im Type CP verwendet.

### 1912: 720 Kubikzentimeter
Dies war die letzte Ausführung des De-Dion-Bouton-Einzylindermotors. 84 mm Bohrung und 130 mm Hub ergaben 720 cm³ Hubraum und 6 PS. Eingebaut wurde die Motorenvariante im Type DE 1.

## Übersicht
Berücksichtigt sind nachstehend alle von De Dion-Bouton selber verwendeten Motoren. Sie waren auch im freien Verkauf erhältlich. Zu den Motoren, die De Dion-Bouton für andere Fahrzeughersteller nach deren Spezifikationen baute, liegen keine Angaben vor.
| Bauzeit   | Hubraum cm³ | Bohrung × Hub mm | Drehzahl 1/min | Leistung PS | Einlassventil            | Kühlung              | Anwendung                                                                  | Bemerkungen                                                           |
| --------- | ----------- | ---------------- | -------------- | ----------- | ------------------------ | -------------------- | -------------------------------------------------------------------------- | --------------------------------------------------------------------- |
| 1895–1896 | 137         | 50 × 70          | max. 1500      | 0,50        | Atmosphärisch            | Luft                 | Tricycle                                                                   | Zwei Schwungscheiben, (wie Daimler), in Alu-Gehäuse.                  |
| 1896      | 185         | 58 × 70          |                | 0,75        | Atmosphärisch            | Luft                 | Tricycle                                                                   | Erste Serienversion                                                   |
| 1896–1897 | 198         | 60 × 70          |                | 1,00        | Atmosphärisch            | Luft                 | Tricycle                                                                   | luftgekühlt, Zündspule System de Dion-Bouton                          |
| 1897–1898 | 211         | 62 × 70          |                | 1,25        | Atmosphärisch            | Luft                 | Tricycle                                                                   | [ 11 ]                                                                |
| 1898–1900 | 239         | 66 × 70          |                | 1,75        | Atmosphärisch            | Luft / Wasser        | Tricycle Renault Type A                                                    | Abnehmbarer, wassergekühlter Zylinderkopf, luftgekühlter Motorblock.  |
| 1898      | 301         |                  |                |             |                          |                      | Quadriette                                                                 | [ 14 ]                                                                |
| 1899–1900 | 269         | 70 × 70          |                | 2,25        | Atmosphärisch            | Luft / Wasser        | Tricycle Renault Type A Clément-De Dion Phaëtonnet                         | Abnehmbarer, wassergekühlter Zylinderkopf, luftgekühlter Motorblock.  |
| 1899–1900 | 402         | 80 × 80          |                | 3,50        | Atmosphärisch            | Wasser               | Tricycle, Type D, Type E Tricycle Type M Einbau Stationär Stromgeneratoren |                                                                       |
| 1900–1902 | 327         | 74 × 76          |                | 2,75        | Atmosphärisch            | Luft / Wasser Wasser | Tricycle Quadricycle Prototypen des Vis-à-Vis                              | Eine Version mit Wasserkühlung                                        |
| 1900–1902 | 499         | 84 × 90          |                | 4,50        | Atmosphärisch            | Wasser               | Type G                                                                     |                                                                       |
| 1901–1906 | 700         | 90 × 110         |                | 6,00        | Atmosphärisch            | Wasser               | Type J, Type L, Type N, Type Q, Type Y                                     |                                                                       |
| 1901–1902 | 864         | 100 × 110        |                | 8,00        | Atmosphärisch            | Wasser               | Type K1, Type R                                                            | Motor vermerkt vom Musée Nationale für eine Vorserie der "Populaire". |
| 1901–1910 | 942         | 100 × 120        |                | 8,00        | Atmosphärisch Mechanisch | Wasser               | Type K2, Type O, Type V Type AL, Type AU, Type BG, Type BN, Type CD        | [ 1 ]                                                                 |
| 1905      | 1059        | 106 × 120        |                | 8,00        |                          | Wasser               | Type Z                                                                     |                                                                       |
| 1906      | 1235        | 110 × 130        |                | 9,00        | Atmosphärisch            | Wasser               | Type AM                                                                    | [ 1 ]                                                                 |
| 1909–1910 | 1021        | 100× 130         |                | 9,00        | Mechanisch               | Wasser               | Type BO, Type CE                                                           | [ 1 ]                                                                 |
| 1909–1910 | 1257        | 100 × 160        |                | 12,00       | Mechanisch               | Wasser               | Type BV                                                                    |                                                                       |
| 1911      | 954         | 90 × 150         |                | 8,00        | Mechanisch               | Wasser               | Type CP, Taxi                                                              | Druckschmierung                                                       |
| 1911–1912 | 720         | 84 × 130         |                | 6,00        | Mechanisch               | Wasser               | Type DE 1                                                                  |                                                                       |

## Anwendungsbeispiele

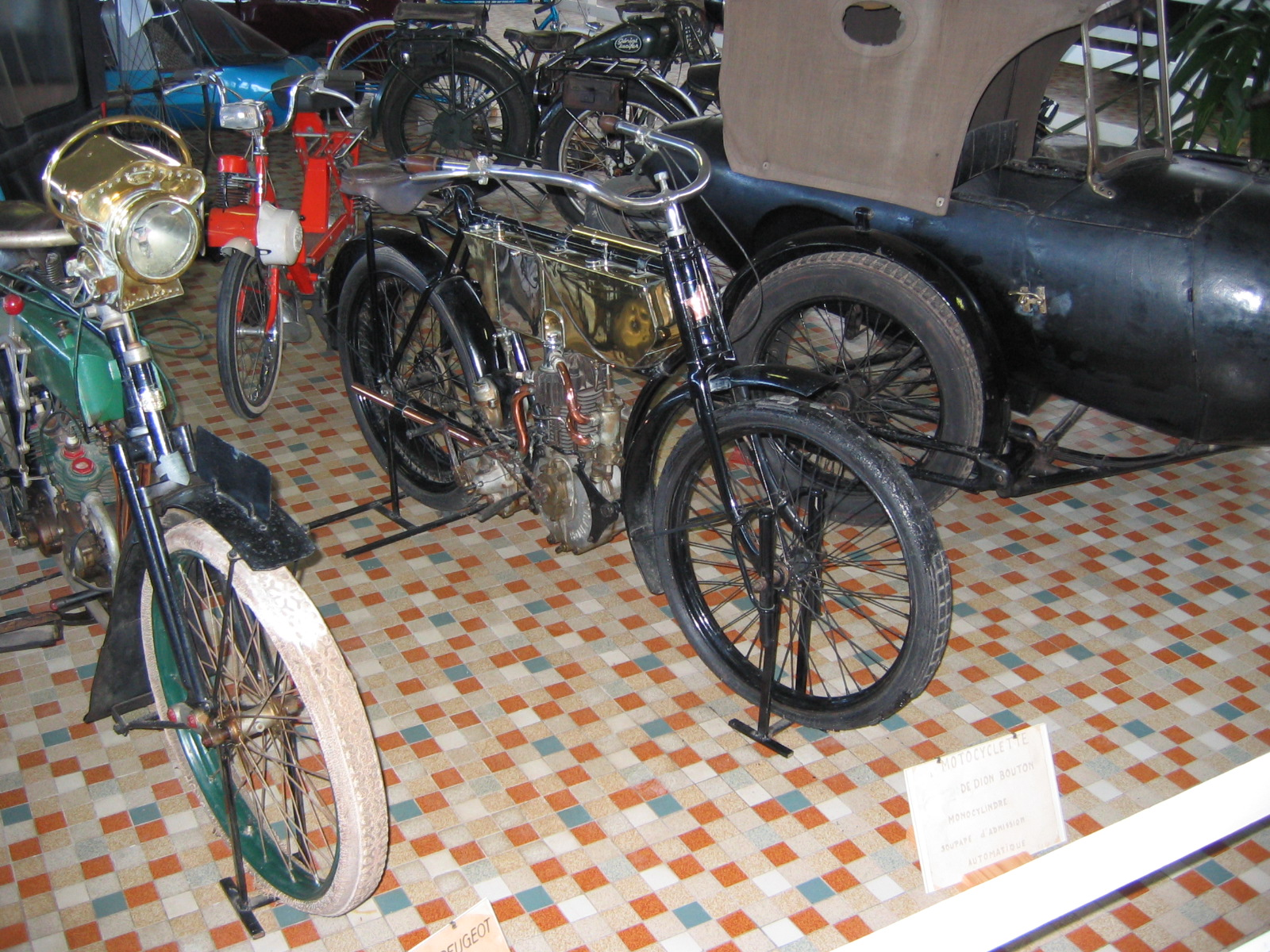
De-Dion-Bouton-Motorrad (ca. 1900)
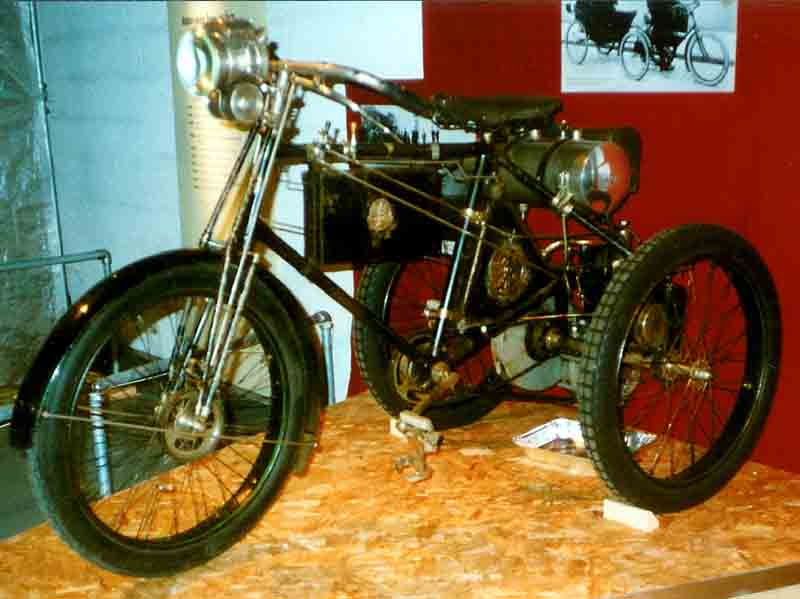
Das De Dion-Bouton Tricycle wurde in zahlreichen Varianten mit 137 bis 402 cm³ und 0,5 bis 6 PS Leistung hergestellt (1895–1899)
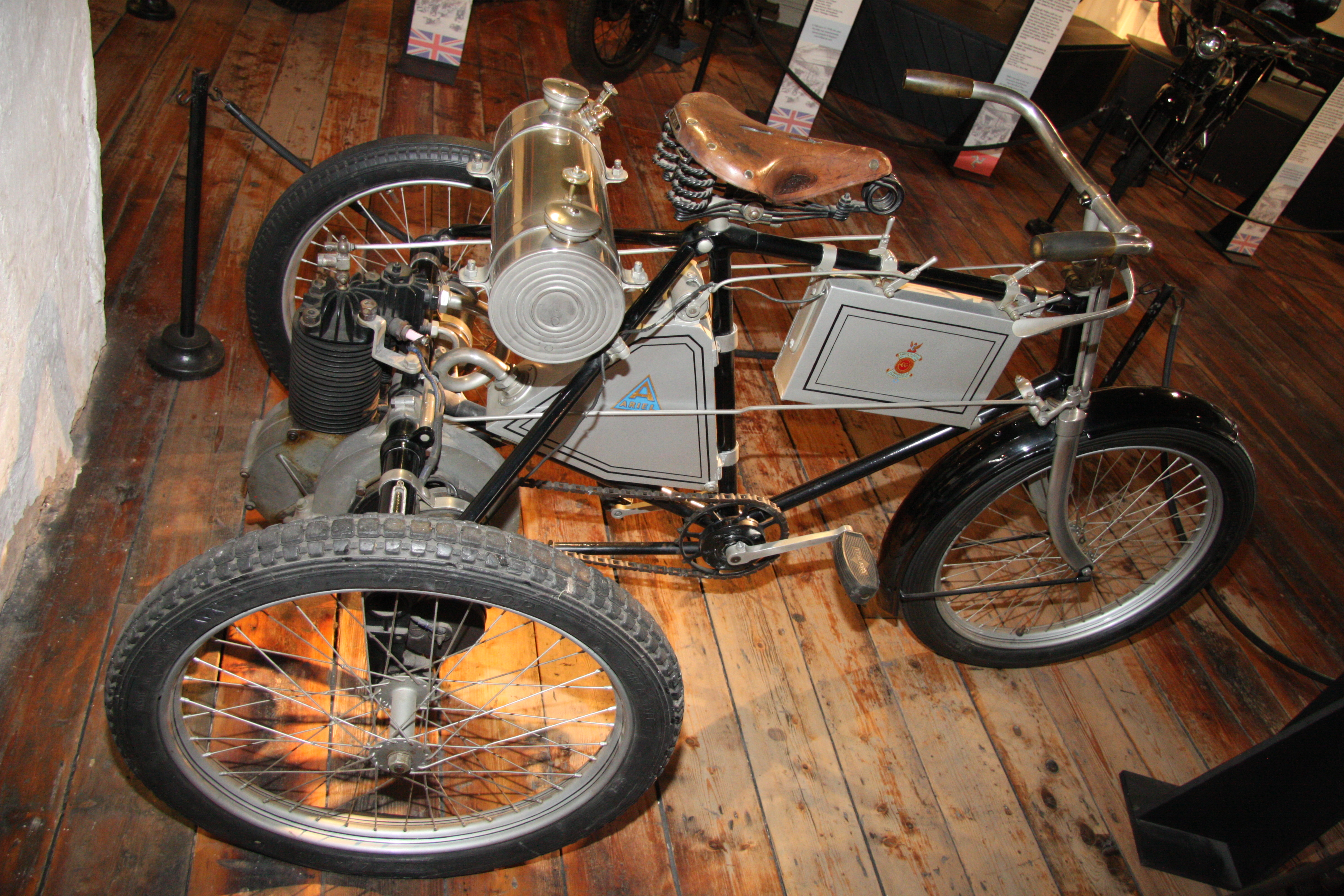
Ariel Tricycle mit einem eigenen Motor von 239 cm³ Lizenz De Dion-Bouton (1899)
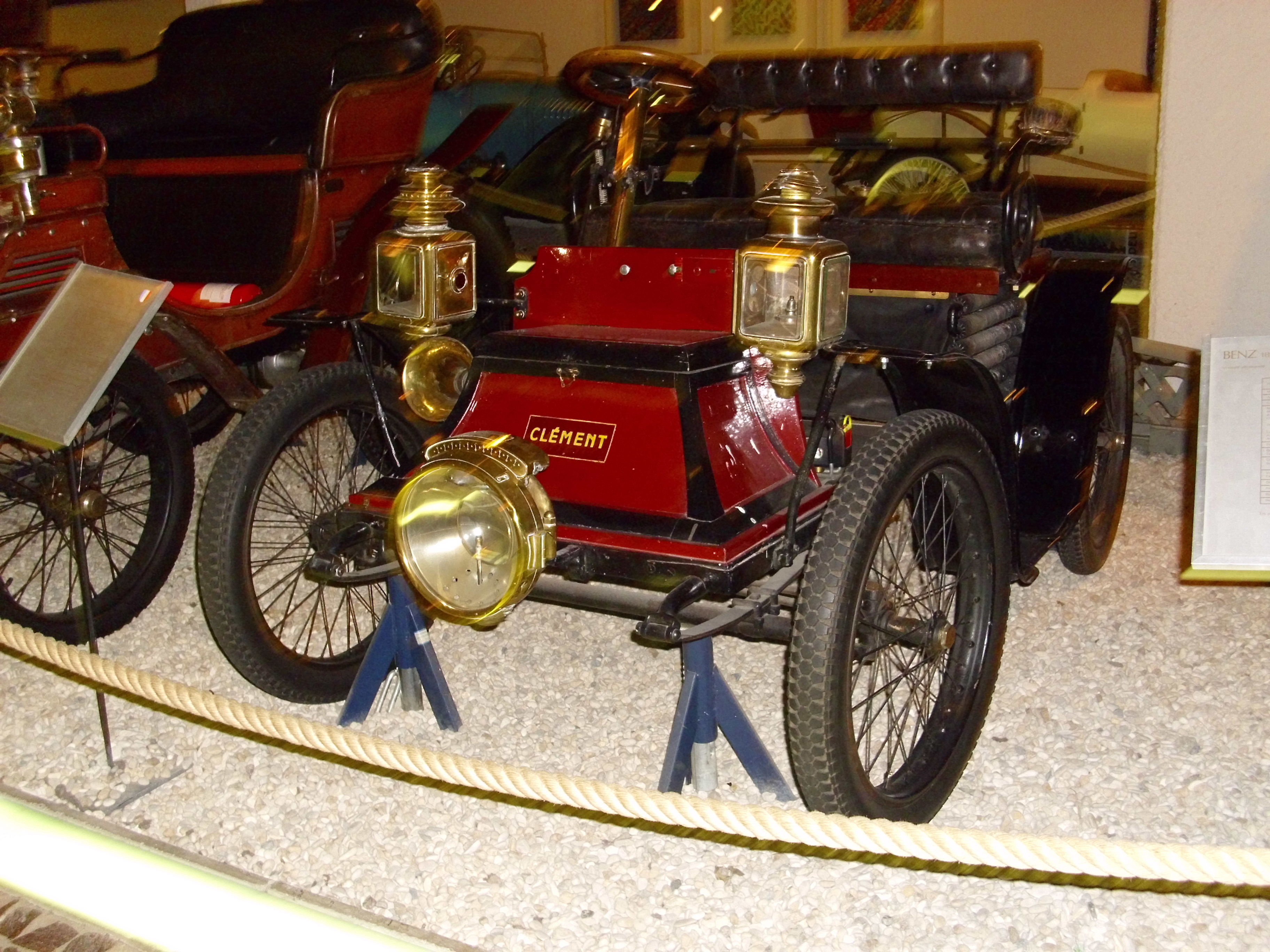
Clément-De Dion Phaëtonnet; 269 cm³ (66 × 80 mm), 2¼ PS (1898)
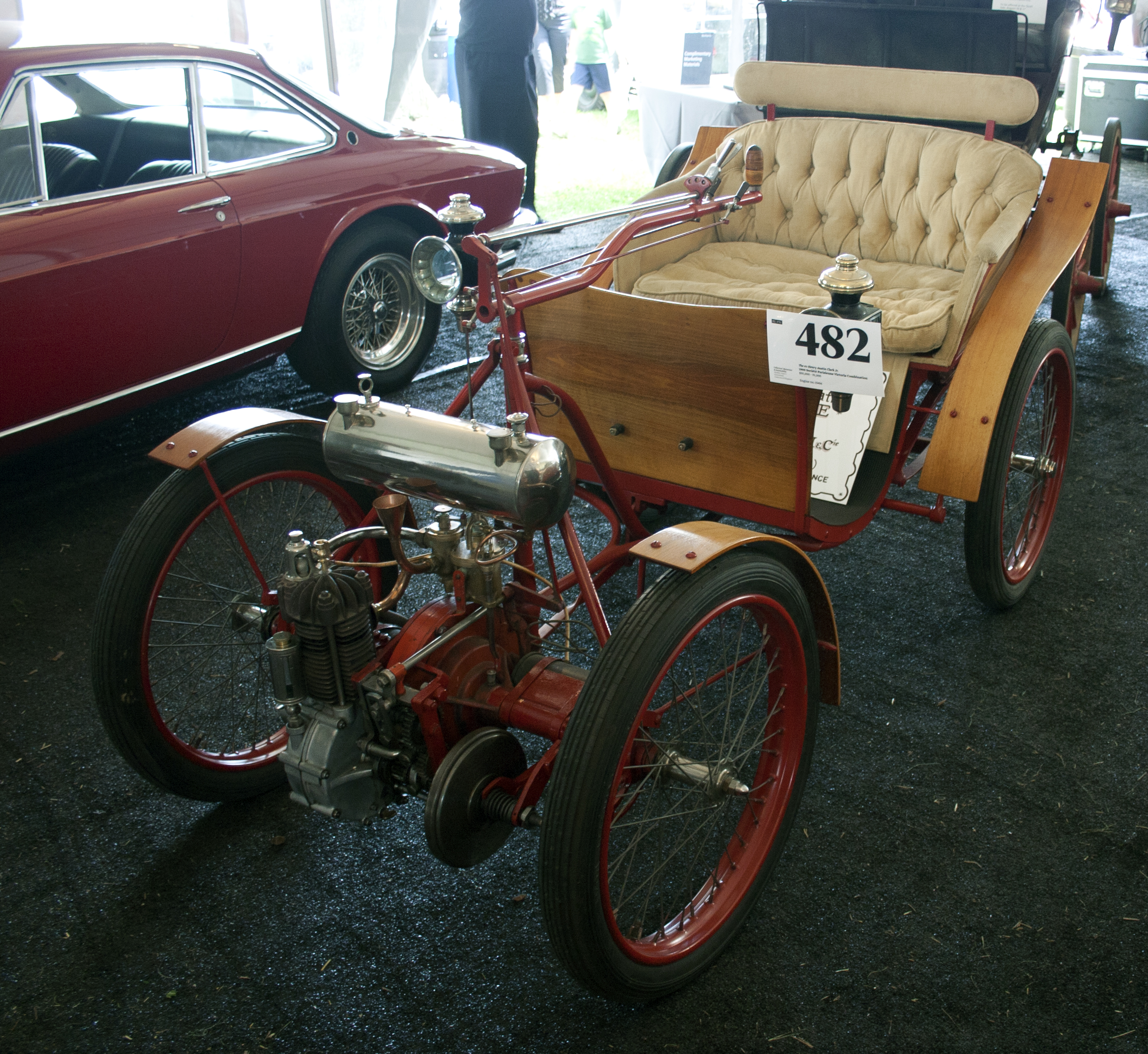
900 Société Parisienne Victoria Combination (CA. 1899). Bis auf die Drehschemellenkung entspricht die Anordnung von Motor, Getriebe und Achse jener des De Dion-Bouton Tricycle. Der gerippte Motorblock ist typisch für die luftgekühlten Ausführungen.
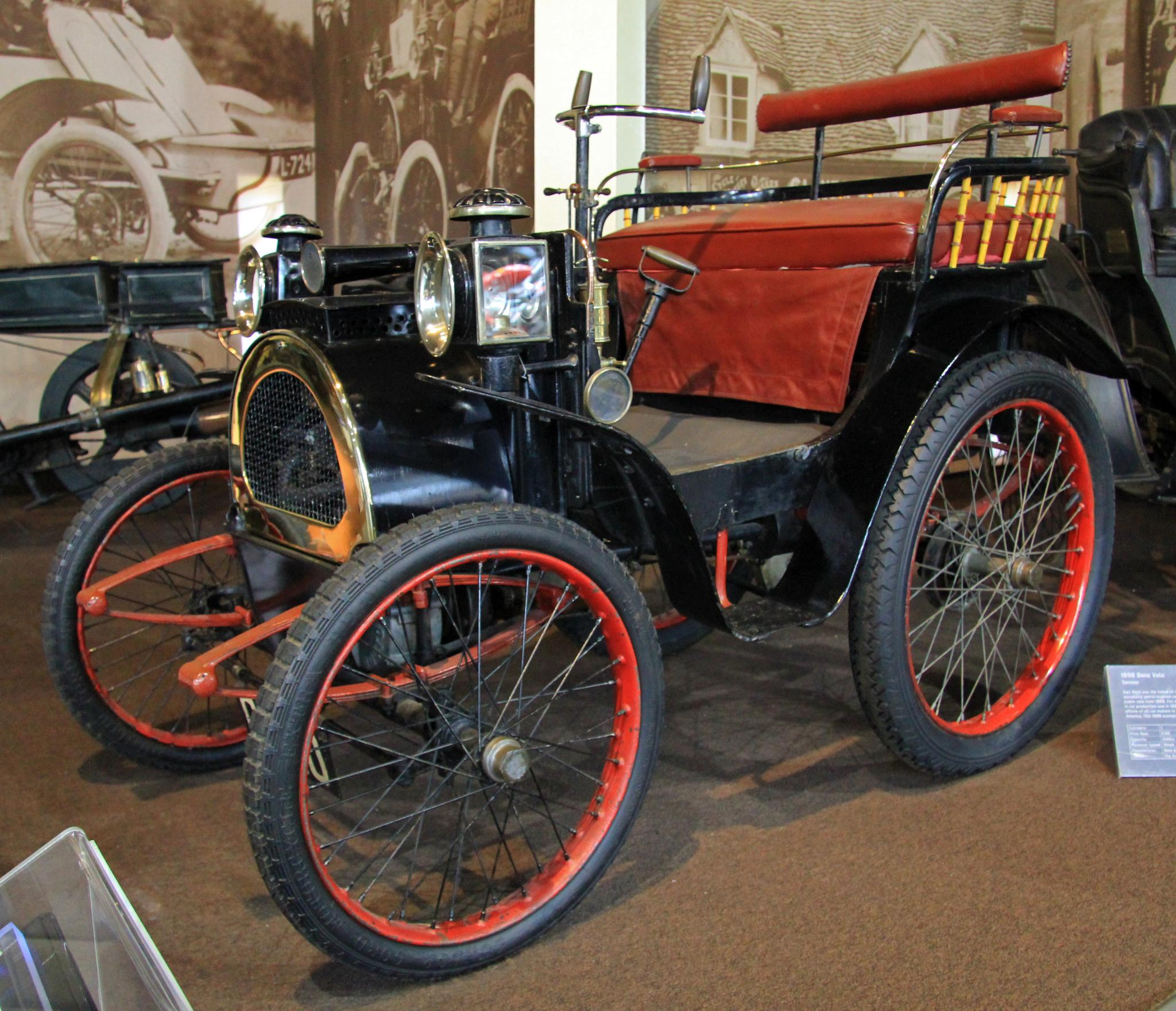
Renault Type A (Motor 269 cm³ (66 × 80 mm), 1¾ PS @ 1500/min (1899))
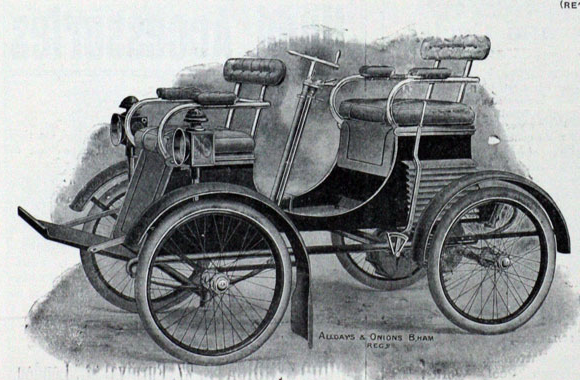
Der Alldays Traveller ähnelt technisch dem De Dion-Bouton Vis à-Vis Type D, 402 cm³, 80 × 80 mm mit 3½ PS (1901)
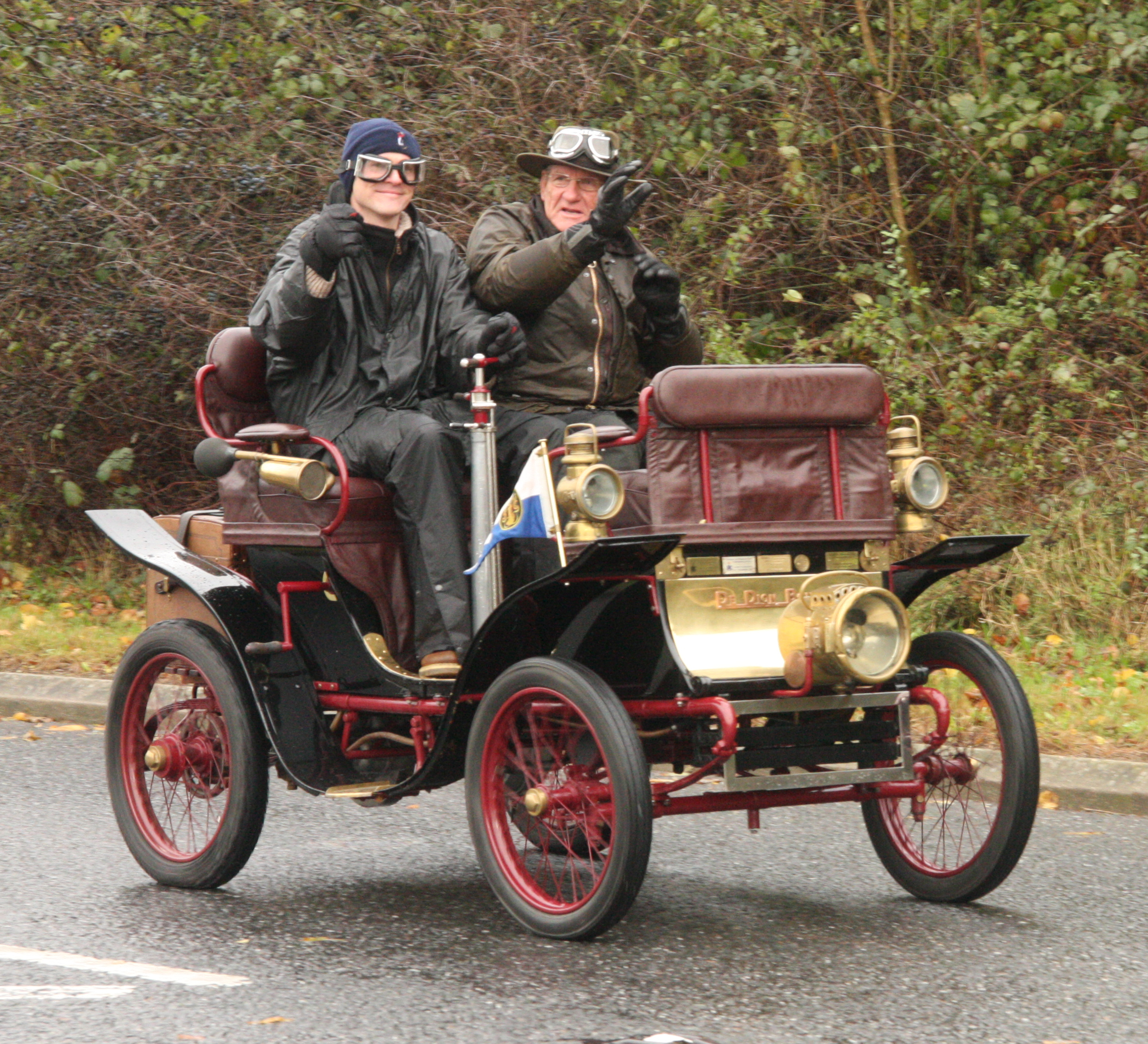
De Dion-Bouton Vis-à-Vis, 3½ PS Type D; 402 cm³, 80 × 80 mm (1900)
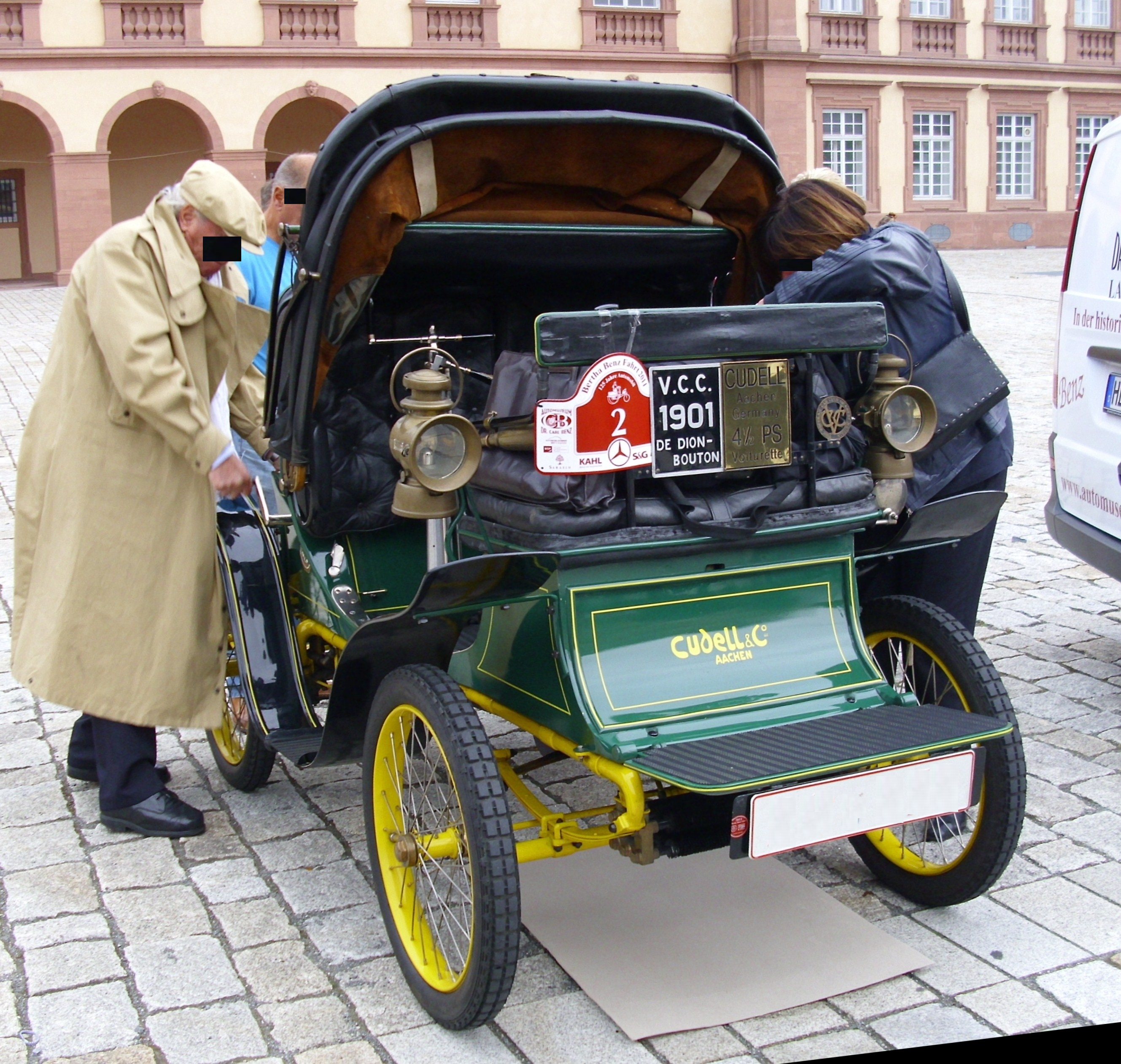
Cudell 3½ PS: Deutsche Lizenzversion des Vis-à-vis Type D (1901)
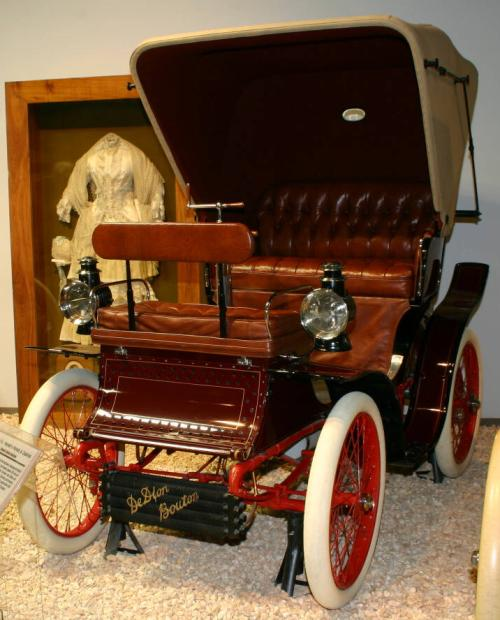
American De Dion-Bouton 3½ HP: US-Lizenzversion des Vis-à-vis Type D (1901)
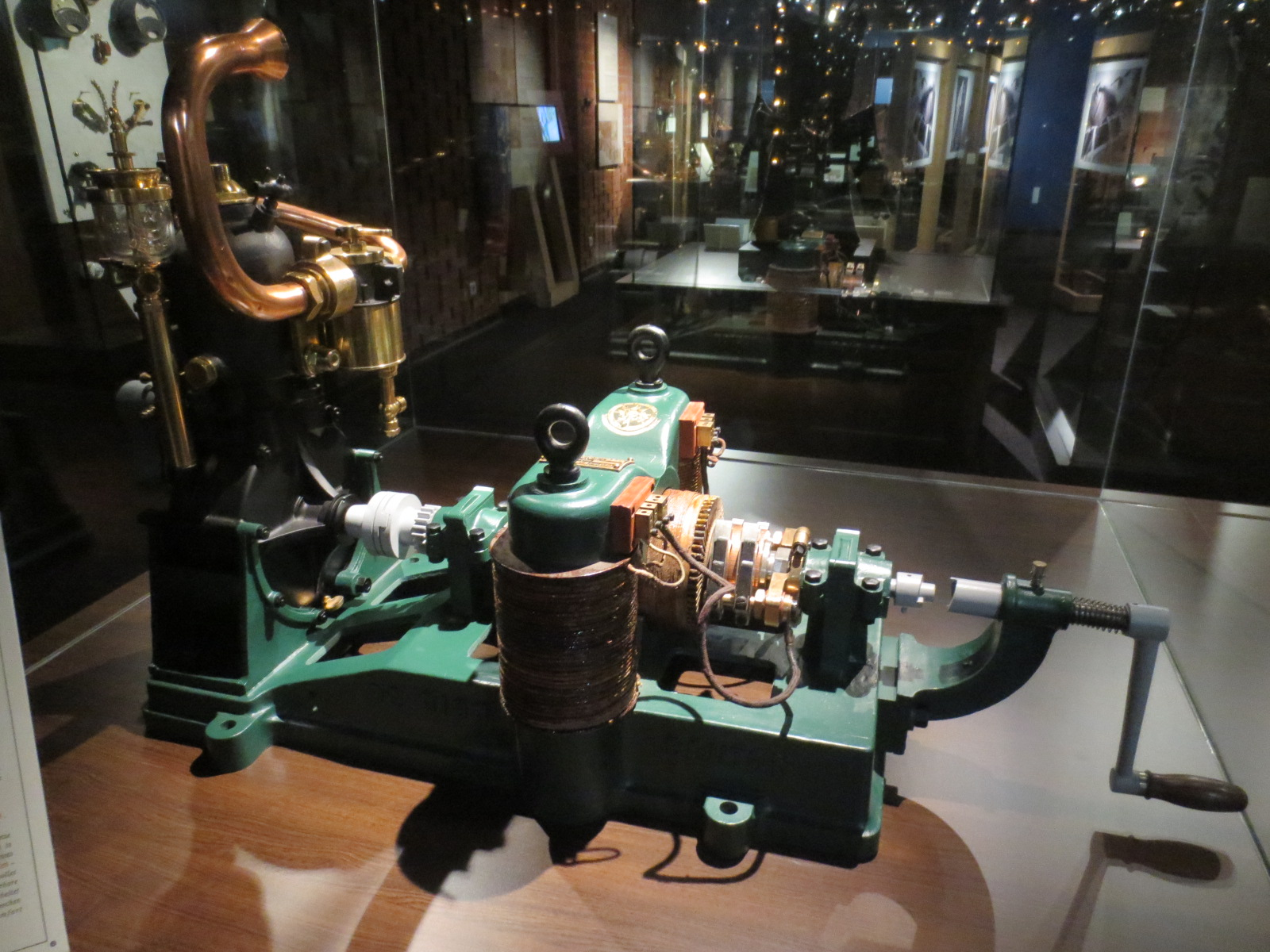
De Dion-Bouton Stromgenerator (1902)
De Dion-Bouton Type Q 942 cm³, 8 PS (1903).
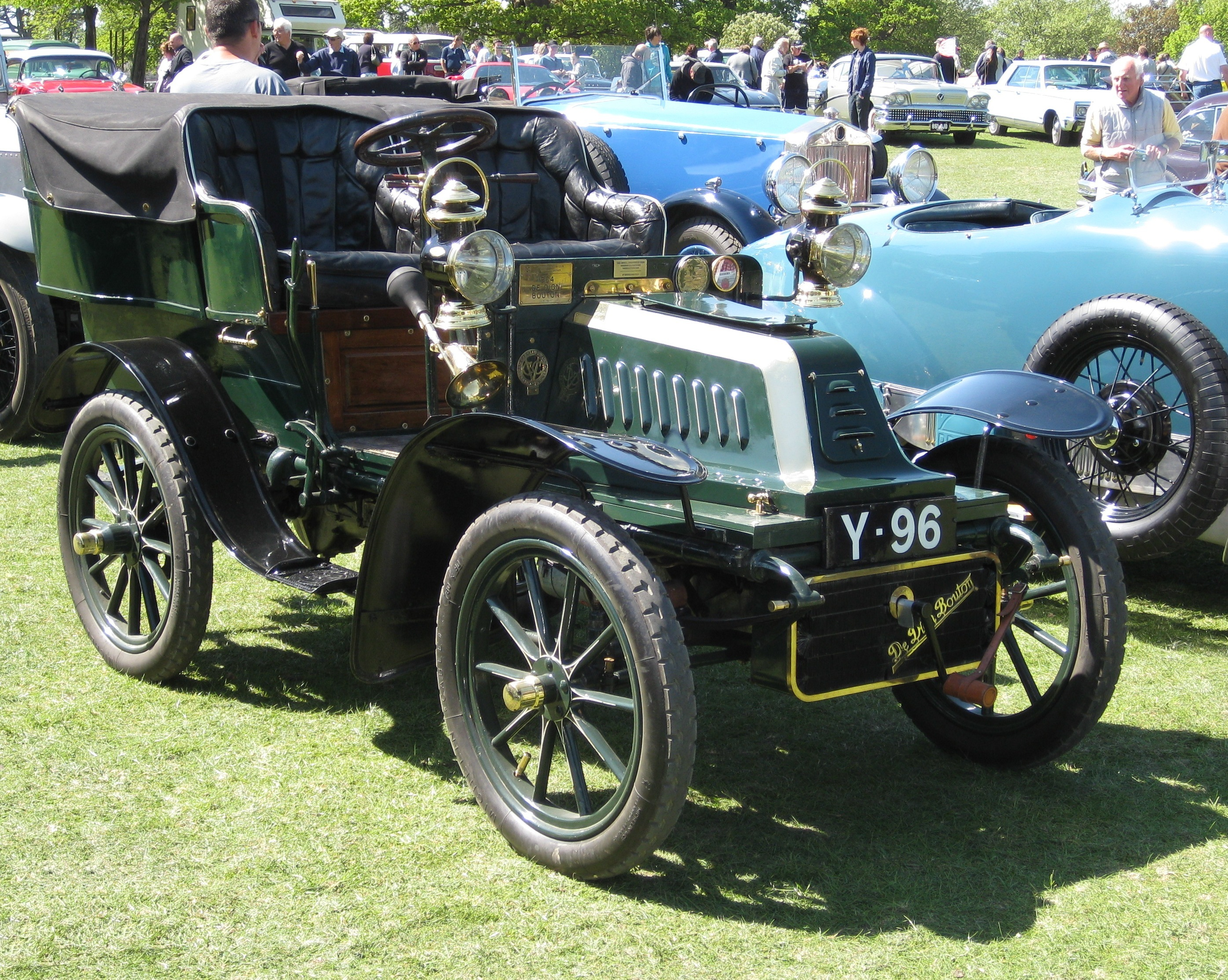
De Dion-Bouton Type V Tonneau; 1 Zylinder, 942 cm³, 8 PS (1904).